# Ottilie Patterson
Anna Ottilie Patterson (Comber (County Down), 31 januari 1932 – Ayr, 20 juni 2011) was een Noord-Ierse jazz- en blueszangeres.

## Biografie
Ze was de jongste van vier kinderen. Haar vader, Joseph Patterson, kwam uit Noord-Ierland en haar moeder, Jūlija Jēgers, kwam uit Letland. Beide ouders waren erg muzikaal en Ottilie werd vanaf haar elfde opgeleid tot klassiek pianist. Ze heeft nooit een zangopleiding gehad. In 1949 ging Ottilie naar Belfast om kunst te studeren aan het Belfast College of Technology. Een medestudent bracht haar in contact met de muziek van Bessie Smith, Jelly Roll Morton en Meade Lux Lewis. In 1951 begon ze te zingen met Jimmy Compton's Jazz Band en in augustus 1952 vormde ze de Muskrat Ramblers met Al Watt en Derek Martin.
Tijdens haar zomervakantie in 1954 ontmoette ze Beryl Bryden, die haar voorstelde aan de Chris Barber Jazz Band. Op 1 januari 1955 schakelden ze volledig over naar de Chris Barber Band en hun eerste gezamenlijke optreden was op 9 januari 1955 in de Royal Festival Hall in Londen. Tussen 1955 en 1962 toerde Ottilie uitgebreid met Chris Barbers Band en ze brachten samen vele opnamen uit bij Decca Records: EP's Blues (1955), That Patterson Girl (1955), That Patterson Girl Volume 2 (1956), Ottilie (1959) en de lp Chris Barber's Blues Book (1960). Ze verscheen ook op tal van individuele Chris Barber-platen. In 1957 trad ze ook op met Rosetta Tharpe. Op Barbers Amerikaanse tournee jamde ze in Chicago met de band van Muddy Waters.
Vanaf ongeveer 1963 leed ze aan keelproblemen en stopte ze regelmatig met optreden met Barber, met wie ze van 1959 tot 1983 was getrouwd. Ze ging officieel met pensioen in 1973. Gedurende deze tijd nam ze een paar nummers op in andere genres, het soloalbum 3000 Years with Ottilie werd uitgebracht in 1969, nadat het album Irish Night, gewijd aan de folklore van haar vaderland, al in 1959 was gemaakt. In het voorjaar van 1983 gaven Ottilie en Chris Barber een reeks concerten in Zuid-Londen, die te horen zijn op Madame Blues and Doctor Jazz (1984). Dit waren haar laatste opnamen. Volgens Rex Harris en Brian Rust werd Pattersons blueszang sterk beïnvloed door Bessie Smith, Ida Cox en Bertha "Chippie" Hill, wiens repertoire ze vertolkte. Tot de hoogtepunten van de auteurs behoren de opnamen uit 1955 met Chis Barber, zoals Trouble in Mind, Poor Man's Blues, Shipwreck Blues en de Weeping Willow Blues. Volgens Chris Barber is haar kijk op de St. Louis Blues uit 1962 meesterlijk.

## Overlijden
Ottilie Patterson overleed in juni 2011 op 79-jarige leeftijd.